# Andreas Maria Schwaiger
Andreas Maria Schwaiger (* 10. Juni 1969 oder 1972 in Göppingen) ist ein deutscher Schauspieler, Volkswirt und Unternehmer.

## Werdegang
Andreas Maria Schwaiger besuchte das Lycee de Crest in der Provence und absolvierte sein Abitur in Deutschland. Er ist viersprachig (Englisch, Französisch, Deutsch und Italienisch). Er studierte nach dem Abitur Volkswirtschaftslehre und Politik in Kombination mit Medienmanagement an der Ludwig-Maximilians-Universität in München. 1995 schloss er sein Studium beim damaligen Chef des IFO-Institutes, Hans-Werner Sinn, als Diplom-Volkswirt ab. Parallel dazu nahm er privaten Schauspielunterricht und besuchte zahlreiche internationale Workshops. 
Bekannt wurde Andreas Schwaiger durch seine Rolle als Kommissar Hölzermann in der ZDF-Reihe Der letzte Zeuge und der Titelrolle in der Sat.1-Serie Hallo, Onkel Doc! als Dr. Christian Ritter. Es folgten zahlreiche Hauptrollen in Fernsehspielen, darunter Die letzte Chance, Anwalt Abel, Tatort und Polizeiruf 110. Darüber hinaus wirkte Andreas Maria Schwaiger in zahlreichen Fernsehserien, wie Alarm für Cobra 11 – Die Autobahnpolizei, diversen „Soko-Folgen“, Der Bulle von Tölz, Samt und Seide, u. v. m. mit. 1997 holte ihn Bernhard Stephan in das feste Ensemble der ZDF-Reihe Der letzte Zeuge. Andreas Maria Schwaiger verkörperte den Kommissar Wolfgang Hölzermann neben Ulrich Mühe, Gesine Crukowski und Jörg Gudzuhn. In den Folgejahren stieg er aus der Serie aus und übernahm die Titelrolle des Kinderarztes in der SAT1 Serie Hallo Onkel Doc!. Es folgten zahlreiche Auftritte in verschiedenen Serien wie Soko Köln, Kitzbühel und Leipzig, die Episodenhauptrolle der Folge Zuckerbrot und Peitsche unter der Regie von Christian Görlitz aus der ZDF-Reihe Anwalt Abel. Unter Tom Toelle durfte Schwaiger im Spielfilm Wenn die Liebe verloren geht mitwirken und Peter Fratscher engagierte ihn für die Hauptrolle im Münchener Tatort Der Fremdwohner.
International spielte Andreas Maria Schwaiger in Quand la guerre sera loin unter der Regie von Olivier Schatzky und in Looking in obituaries mit Oscar-Gewinner F. Murray Abraham unter der Regie von Giancarlo Giannini. International wird er von den Managements Studio Squillante und Agents Assoccies in Rom und Paris vertreten. In London arbeitet Schwaiger mit Simon Allen, der harterallenagency.

## Filmografie (Auswahl)
- 1984: Weißblaue Geschichten
- 1992: Die wahre Geschichte von Männern und Frauen
- 1994–2012: SOKO 5113 (sechs Folgen)
- 1994: Ärztin in Angst
- 1994: Sylter Geschichten
- 1994: Forsthaus Falkenau (2 Folgen)
- 1995: Rosamunde Pilcher – Das Ende eines Sommers
- 1996: Der König – Frank Steins Braut
- 1997–2004: Ein Fall für zwei (zwei Folgen)
- 1998: Tatort – Schwarzer Advent
- 1999: Zwei Männer am Herd – Feuer und Flamme
- 1998–2002: Der letzte Zeuge (16 Folgen)
- 1999: Großstadtrevier – Zeugen
- 1999: Die letzte Chance
- 1999–2000: Hallo, Onkel Doc! (13 Folgen)
- 2000: Der heilige Krieg
- 2001: Anwalt Abel – Zuckerbrot und Peitsche
- 2001: Dich schickt der Himmel
- 2001: Sind denn alle netten Männer schwul?
- 2002: Die Rosenheim-Cops (13 Folgen)
- 2002: Polizeiruf 110 – Silikon Walli
- 2002: Wenn die Liebe verloren geht
- 2002: Tatort – Der Fremdwohner
- 2002: Der Bulle von Tölz: Mord mit Applaus
- 2002: Der Bulle von Tölz: Tod nach der Disco
- 2002: SOKO Kitzbühel – Steinschlag
- 2002: Cafe Meineid
- 2003: Ich schenk Dir einen Seitensprung
- 2003: Samt und Seide (zwei Folgen)
- 2003: Antonia: Tränen im Paradies
- 2003: Alphateam – Die Lebensretter im OP (Staffel 8, Folge 12)
- 2004: Im Namen des Gesetzes – Tod auf der Spree
- 2004: Kommissarin Lucas
- 2004: Engelchen flieg
- 2004: Tierarzt Dr. Engel (sechs Folgen)
- 2005: Forsthaus Falkenau – Erste Liebe
- 2005: SOKO Leipzig – Vermisst
- 2005: SOKO Köln – Liebesgrüße aus Bombay
- 2005, 2008: Um Himmels Willen (zwei Folgen)
- 2005: Hengstparade
- 2006: München 7 – Heimatlos
- 2005: In aller Freundschaft – Das stärkere Gefühl
- 2006: Alarm für Cobra 11 – Die Autobahnpolizei – Vertrauenssache
- 2006: Der Winzerkönig (zwei Folgen)
- 2006: Forsthaus Falkenau – Koi
- 2006: Unser Charly – Stunde der Wahrheit
- 2006, 2007: Stadt, Land, Mord! (zwei Folgen)
- 2007: Der Bulle von Tölz: Feuer und Flamme
- 2008: Pimp your vita
- 2010: Looking in obituaries
- 2011: Quand la guerre sera loin
- 2011: Inspector Barbarotti
- 2011–2014: Die Rosenheim-Cops
  - 2011: Mozarts Rückkehr
  - 2014: Bauernopfer
  - 2020: Der Schrottkönig
- 2012: Pentagon
- 2013: SOKO Kitzbühel
- 2014: Arletty une femme francaise
- 2015: Die Chefin
- 2016: SOKO München
- 2017: Hubert und Staller
- 2019: Tatort – Die ewige Welle
- 2021: Die Rosenheim-Cops
- 2022: Watzmann ermittelt
- 2023: Dahoam is Dahoam
- 2024: Watzmann ermittelt